# 埃南莱布宗维尔
埃南莱布宗维尔（法語：Heining-lès-Bouzonville，法語發音：[ɛnɛ̃ lɛ buzɔ̃vil]，意为“布宗维尔附近的埃南”）是法国摩泽尔省的一个市镇，属于福尔巴克-布莱摩泽尔区。

## 地理
埃南莱布宗维尔（49°18'33"N, 6°35'20"E）面积6.03 平方千米，位于法国大東部大區摩泽尔省，该省份为法国东北部内陆省份，是洛林的一部分，西南接默尔特-摩泽尔省，东临下莱茵省，北与卢森堡和德国接壤。
与埃南莱布宗维尔接壤的市镇（或旧市镇、城区）包括：维兰、鲁日堡、布宗维尔、盖尔斯特兰、沃尔夫兰-莱布宗维尔。
埃南莱布宗维尔的时区为UTC+01:00、UTC+02:00（夏令时）。

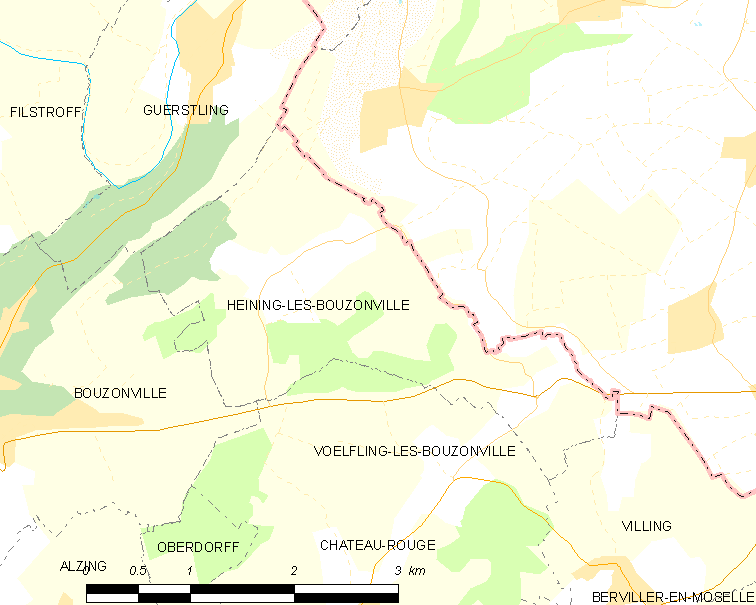
埃南莱布宗维尔的OSM定位图

## 行政
埃南莱布宗维尔的邮政编码为57320，INSEE市镇编码为57309。

## 政治
埃南莱布宗维尔所属的省级选区为布宗维尔县。

## 人口

1962-2008年间埃南莱布宗维尔人口变化图示

埃南莱布宗维尔于2022年1月1日时的人口数量为485人。